# Miguel Ângelo Ferreira de Castro
Miguel Ângelo Ferreira de Castro, meglio noto come Miguel Ângelo (Lisbona, 10 ottobre 1984), è un ex calciatore portoghese, di ruolo difensore.

## Carriera

### Club
Nato a Lisbona, inizia a giocare a calcio al Sanjoanense e viene ingaggiato dalle giovanili dello Sporting a 12 anni. Nel 2003-2004 gioca per lo Sporting Lisbona B, in Segunda Divisão, senza mai scendere in campo con la prima squadra. I Leões lo mandano in prestito alla Casa Pia e alla Barreirense, quest'ultima militante in Segunda Liga.
Nel 2006 viene ceduto alla Trofense che, dopo una stagione, lo presta alla Portimonense. Nella stagione 2008-2009 ha modo di giocare in Primeira Liga con la Trofense, segnando anche una rete contro il Naval. L'anno dopo gioca al Marítimo, con cui segna un gol in due partite, prima di passare in prestito all'Olhanense a gennaio.
Nella stagione 2010-2011 Miguel Ângelo si trasferisce a Cipro, nelle file dell'APOP Kinyras, per poi far ritorno in patria all'Arouca dove rimane fino al 2013. Viene allora acquistato dal Chaves con cui disputa due stagioni consecutive prima di venire promosso per la Primeira Liga 2015-2016. Il Chaves non tornava in massima serie da 17 anni.
Nel 2016 milita nella Cova da Piedade, mentre l'anno dopo si trasferisce alla Pinhalnovense, dove rimane per due stagioni consecutive, prima di disputare la stagione 2019-20 con la Sintrense. Dal 2020 gioca per l'Olímpico do Montijo.

### Nazionale
Miguel Ângelo è sceso in campo due volte con la nazionale portoghese Under-21, la prima delle quali l'8 febbraio 2005 a Rio Maior in un'amichevole vinta 2-0 contro i pari età dell'Irlanda.